# BK Nizjni Novgorod
Basketbolnyj kloeb Nizjni Novgorod (Russisch: Баскетбольный клуб Нижний Новгород) is een professionele basketbalclub uit Nizjni Novgorod, Rusland. Ze spelen in de VTB United League.

## Geschiedenis
Het team werd in 2000 opgericht onder de naam van VGIPU, waarna de naam veranderde in NBA (Nizjni Novgorod Basketbal Academie) (Russisch: НБА). Na het concurreren op lagere niveaus promoveerde ze in 2006 naar de Russische superliga B, de tweede categorie van de Russische basketbal. In 2008 werd voormalig speler Sergej Panov voorzitter van het bestuur, en in het seizoen 2009/10 wonnen ze de Superliga B, met een voorsprong op Lokomotiv Novosibirsk. Voor het eerst in haar geschiedenis promoveren ze naar de Russische superliga. In het seizoen 2010/11 haalde Nizjni gelijk de finale om de beker van Rusland. Ze verloren de finale van Spartak Sint-Petersburg met 53-80. In het seizoen 2017/18 haalde Nizjni weer de finale om de Beker van Rusland. Ze verloren de finale van Lokomotiv-Koeban Krasnodar met 64-85. In het seizoen 2018/19 haalde Nizjni voor de derde keer de finale om de Beker van Rusland. Ze verloren de finale van Parma Perm met 67-73. In 2023 wonnen ze voor het eerst de finale om de Beker van Rusland. Ze wonnen in de finale van Zenit Sint-Petersburg met 84-72.

## Erelijst
- Landskampioen Rusland:
  - Tweede: 2014

- Landskampioen Rusland: 1 (divisie B)
  - Winnaar: 2010

- Bekerwinnaar Rusland: 1
  - Winnaar: 2023
  - Runner-up: 2011, 2018, 2019, 2024, 2025

- VTB United League:
  - Tweede: 2014

## Bekende (oud)-spelers

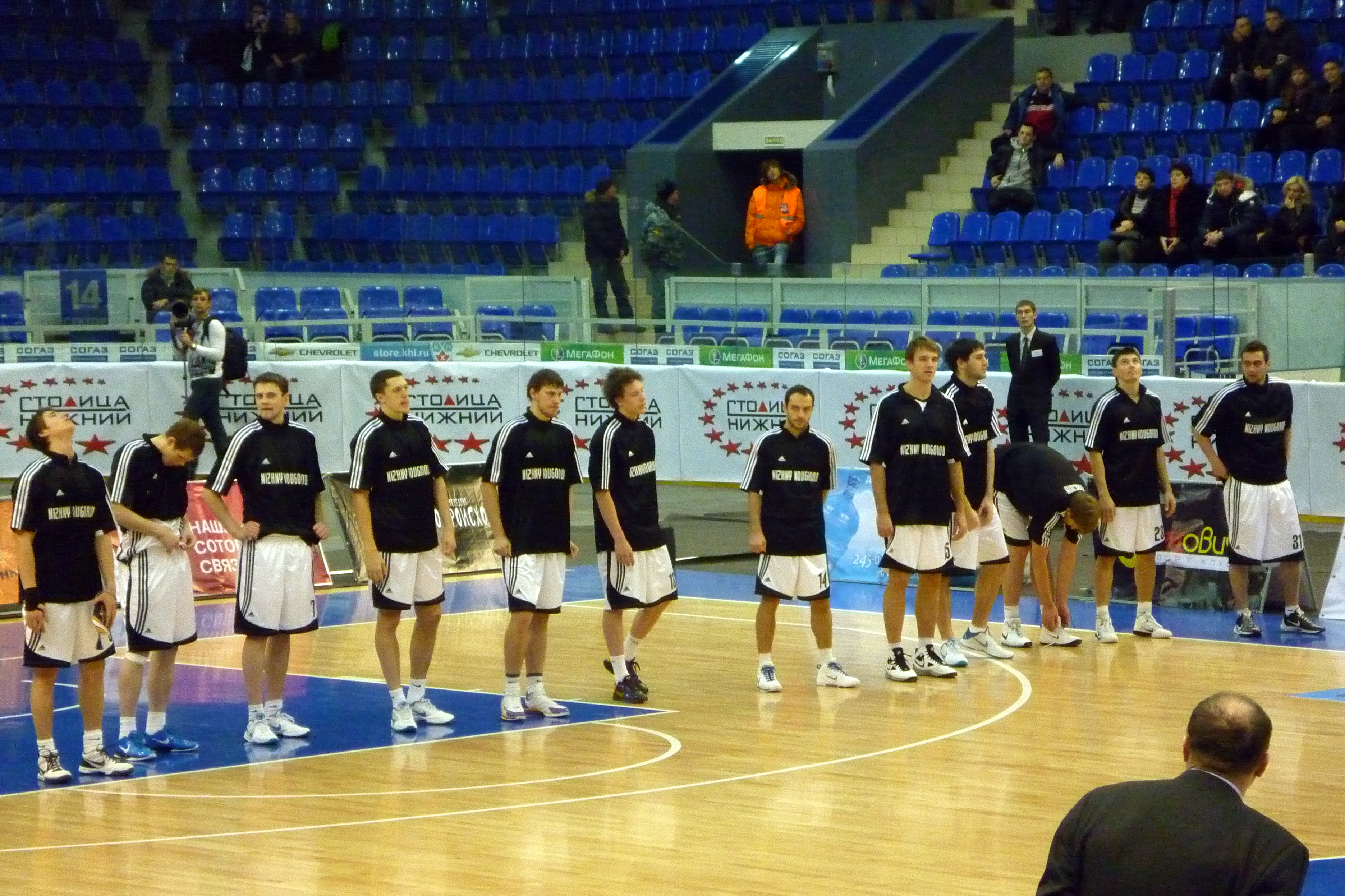
BK Nizjni Novgorod, 18 december 2010.

| - Pavel Antipov - Semjon Antonov - Dmitri Koelagin - - Pavel Korobkov - Ivan Strebkov - Sergej Toropov | - Alexandre Gavrilović - Gal Mekel - Ivan Paunić - Will Daniels - - Taylor Rochestie - Trey Thompkins | - Dijon Thompson - Jahmar Young - Kendrick Perry - Vladimir Veremejenko |

## Bekende (oud)-coaches
- 2000-2008 –  Aleksandr Chajretdinov
- 2008-2014 –  Zoran Lukić
- 2014-2016 –  Ainars Bagatskis
- 2016-2017 –  Artūrs Štālbergs
- 2017-2024 –  Zoran Lukić
- 2024-... –  Sergej Kozin

## Aanvoerders
- 2000-2009 –  Lev Zorin
- 2009-2012 –  Oleg Baranov
- 2012-2016 –  Semjon Antonov
- 2016-2017 –  Maksim Grigorev
- 2017-2018 –  Pjotr Goebanov
- 2018 –  Maksim Grigorev
- 2018-... –  Jevgeni Baboerin